# Sd.Kfz. 7

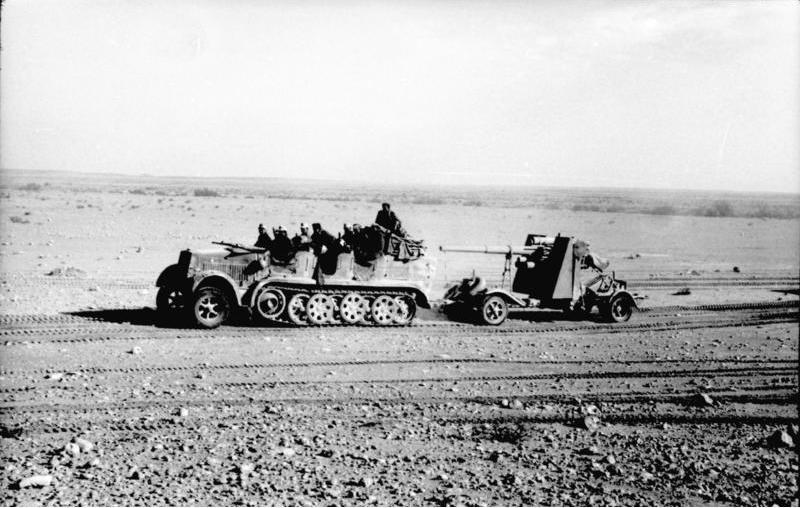
Einsatz beim Afrikakorps mit 8,8-cm-Flak

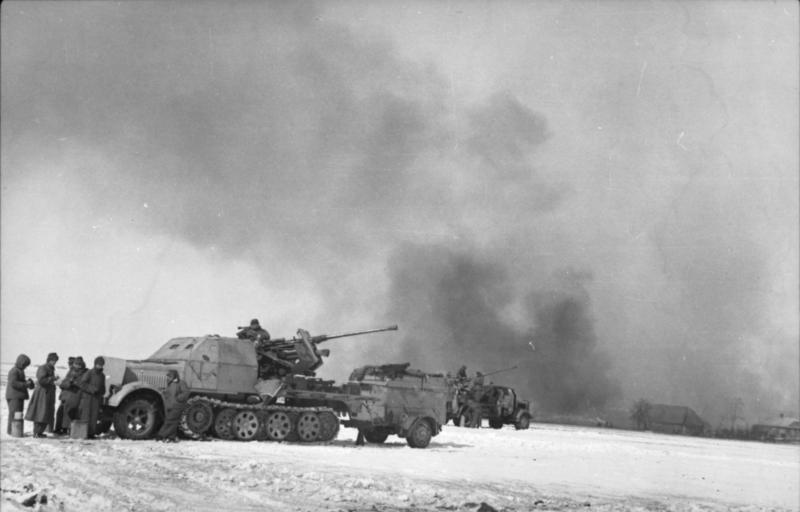
Sd.Kfz. 7 mit leichtem Fla-Geschütz in verschneiter russischer Landschaft, Aufnahme einer Propagandakompanie vom März 1944

Das Sd.Kfz. 7 (Sonder-Kraftfahrzeug 7 − mittlerer Zugkraftwagen 8 t) war eine Familie von Halbkettenfahrzeugen, deren Entwicklung in den 1930er Jahren begann und die ursprünglich für die Reichswehr und in der Folge für die deutsche Wehrmacht entwickelt und gefertigt wurde. Erst als Artilleriezugmaschine entwickelt und dann in weiteren Ausführungen gefertigt, kam das Fahrzeug über die gesamte Zeit des Zweiten Weltkriegs an allen Fronten zum Einsatz. Es gehört zur Gruppe der militärischen Sonderkraftfahrzeuge.

## Entwicklung

### Grundlagen
Wie bei den anderen deutschen Halbkettenzugmaschinen dieser Zeit reicht die Entwicklungsgeschichte weit in die Zeit der Reichswehr zurück. Ab 1926 beschaffte das Heereswaffenamt in Berlin mit der Idee, ein Zugfahrzeug für die bespannte Artillerie zu entwickeln, verschiedene schwere Zugfahrzeuge. Die Erprobung von landwirtschaftlichen Traktoren aus Deutschland, den Vereinigten Staaten und Großbritannien dauerte ca. 3 Jahre. Einer der beteiligten Techniker des Waffenamtes war der Ingenieur Heinrich Ernst Kniepkamp.
Am Ende dieser Fahrzeugerprobungen wurde die Entscheidung getroffen, drei verschiedene Fahrzeugvarianten gegeneinander zu testen. Ein 6-Rad-Schlepper, ein Räderraupen-Fahrzeug und Dreiviertel-Halbkette. Die Anforderungen wurden wie folgt definiert:
- 8-t-Zuglast mit einer Höchstgeschwindigkeit von 50 km/h auf der Straße bewegen
- Reichweite von 200 bis 250 Kilometern auf der Straße
- Steigfähigkeit von 12° mit angehängter definierter Zuglast in losem Sand
- Platz für Fahrer und 6 Mann, 30 bis 40 Schuss Munition und Ersatzteile des Geschützes.

Die deutschen Fahrzeughersteller, begleiteten und verfolgten die Entwicklungsprojekte des Heereswaffenamtes. In einem Bericht aus dem Jahr 1928 führte ein Oberstleutnant Gaissert, zwei Hersteller auf, die an der Entwicklung entsprechender Fahrzeuge aktiv waren: 
Dürkopp mit einem Entwurf für die leichte und mittlere Artillerie. Ein Fahrzeug mit Vollgummireifen, einer langen Gummikette, großem Triebrad und großer Umlenkrolle und vier Rollenwagen mit kleinen Laufrollen.
Maffei mit einer Zugmaschine für leichte und mittlere Artillerie und Pioniere mit einem Rad-Ketten-Wechsellaufwerk. 
Und nochmals Maffei bei dem die Raupe abgenommen werden konnte und durch Räder ersetzt wurde. Das Fahrwerk hatte damit einen 6x4 - Antrieb.
Grundlage der Prüfungen der unterschiedlichen Konzepte waren ausschließlich militärische Gesichtspunkte. So wurde der Kraftstoffverbrauch verglichen, bei welchem das Radfahrzeug am wenigsten Verbrauch zeigte, doch lag der Verbrauch der Halbkettenlösung nur 30 % höher, während die Vollkettenlösung doppelt soviel, also 100%, mehr verbrauchte wie das Radfahrwerk-Fahrzeug. Die Steuerungsfähigkeit eines Halbkettenfahrzeug war der einer Vollkettenlösung deutlich überlegen. Argumentiert wurde, dass der Pro-Kilo-Preis bei Halbketten-Fahrzeugen nicht höher läge als bei reinen Radfahrzeugen. Die hohe Komplexität und die Gesamtkosten der Fahrzeuge blieben unbewertet.
In einer Sitzung mit der Abteilungen In 6 und Wa Prw 6 am 20. Juni 1932 wurde von General Karlewski dargelegt, dass entgegen der bisherigen Annahme, dass nur bei der schweren Artillerie ein schneller Fortschritt des Projekts erforderlich sei, auch die mittlere Artillerie baldmöglichst eine voll Gelände- und Straßen-taugliche Zugmaschine benötige. In einem Bericht der für Geschütze zuständigen Abteilung Wa Prw 4 vom 25. Januar 1933 wurde vermerkt, dass zu diesem Zeitpunkt ausschließlich Krupp-Dreiachser als Zugmittel für die mittlere Artillerie zur Verfügung standen, die Frage zur Spezifizierung aller Anforderungen an die künftige Zugmaschine wären noch nicht geklärt. 
Die grundsätzlich schwierige Wirtschaftslage der 1930er Jahre führte letztlich dazu, dass die Bielefelder Firma Dürkopp entschied sich aus der Entwicklungsarbeit zurückzuziehen. Deshalb wurde nun die Firma Krauss-Maffei zur führenden Firma in der Entwicklung des mittleren Zugkraftwagen.

### Modellserien
Auf Grundlage der vorher definierten Anforderungen des Wa Prüf 6 führte man bei Krauss-Maffei die Entwicklung weiter und präsentierte im April dem Leiter der In 6, General Lutz, ein Versuchsfahrgestell, welches als KMZ 100 bezeichnet wurde. 

#### KMZ 100 (Prototyp)
Der KMZ 100 stellt den Urtypus des mittleren Zugkraftwagens dar und zeigt nun entscheidende Merkmale der späteren Fahrzeuge. Die Kettenkonstruktion mit großen Laufpolstern zum Schutz der befahrenen Straßen und gleichzeitig zur Minderung des Kettenverschleiß liegt nun auf einem Schachtellaufwerk mit großen Laufrollen auf. Das Kettentriebrad hat eine erhöhte Achshöhe und die Kette wird von der Oberseite der Laufrollen wieder nach vorne transportiert. Eingesunken im Gelände funktionierte die hintere Umlenkrolle wie eine fünfte Laufrolle und reduzierten den Bodendruck. Der Kraftstofftank liegt unter der Fahrersitzbank. 
Schon kurze Zeit später wurde ein überarbeiteter Entwurf der KMZ 100 präsentiert, der erstmals die nach vorne verlegte Lenkachse mit Blattfederung über die Achslänge in einem A-Rahmen zeigte, die über die ganze Fertigung des Fahrzeugs charakteristisch bleiben sollte. 

#### KM 7 und KM 7 A
Es folgten die Entwicklungstypen KM 7 und KM 7A.

## Sonderkraftfahrzeug 7

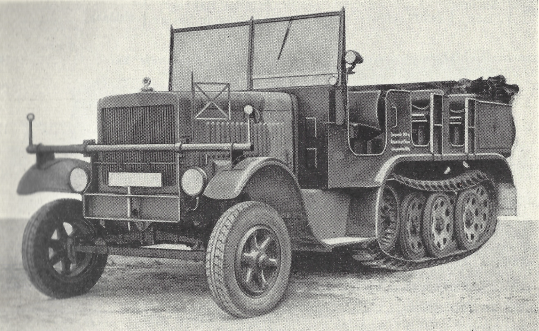
Krauss-Maffei KM m 8

### KM m 8 (Serie)
Erst mit den Typen KM m 8 (73 St.), BN m 8 (10 St.) von Büssing-NAG und DB m 8 (5 St.) von Daimler-Benz begann 1934 eine erste Serienfertigung der 8-Tonnen-Halbkettenzugmaschine. Da sowohl Büssing-NAG als auch Daimler-Benz mit dem Bau anderer Fahrzeuge beschäftigt waren, wurde in der Folgezeit erst einmal ausschließlich bei Krauss-Maffei gefertigt. So kam das Modell KM m 8 (Baujahr 1935) mit 307 zur Auslieferung.

### KM m 9 (Serie)
Das Nachfolgemodell KM m 9 (Baujahr 1936) kam mit 267 Fahrzeugen zur Auslieferung. 

### KM m 10 (Serie)
Ab 1936 wurde die Bremer Firma Hansa-Lloyd-Goliathwerke mit in die Fertigung einbezogen und fertigte, wie auch Krauss-Maffei, nun die Typen HL m 10 (222 St.) respektive KM m 10 (111 St.). 

### KM m 11 (Hauptserien)
Mit dem Fertigungsjahr 1937 erreicht das Sd.Kfz. 7 mit dem Typ m 11 seine maßgebliche Karosserieform und Konzeption. So werden schließlich bis 1945 4681 KM m 11 bei Krauss-Maffei, 5496 HL m 11 im Hansa-Lloyd Werk von Borgward, 2185 KM m 11 im Saurer Werk / Wien und 51 KM m 11 im Krupp Werk Krawa / Essen gebaut. Noch einmal wird bis 1945 das äußere Erscheinungsbild drastisch verändert, die allgemeine Materialknappheit führt dazu, dass ab November 1943 als erstes Saurer anfing, eine Holzpritsche statt des bisherigen Stahlblech-Aufbaus zu verwenden.
Der Motor von Maybach Motorenbau leistete in der ersten Version 85 kW, wurde aber schließlich durch einen größeren Motor mit 103 kW ersetzt. Die Zugmaschine bot Platz für zwölf Mann mit Ausrüstung und konnte selbst dann noch weitere Munition und Gerät mitführen. Der Herstellungspreis des Zugkraftwagens betrug 36.000 RM.

## Einsatz

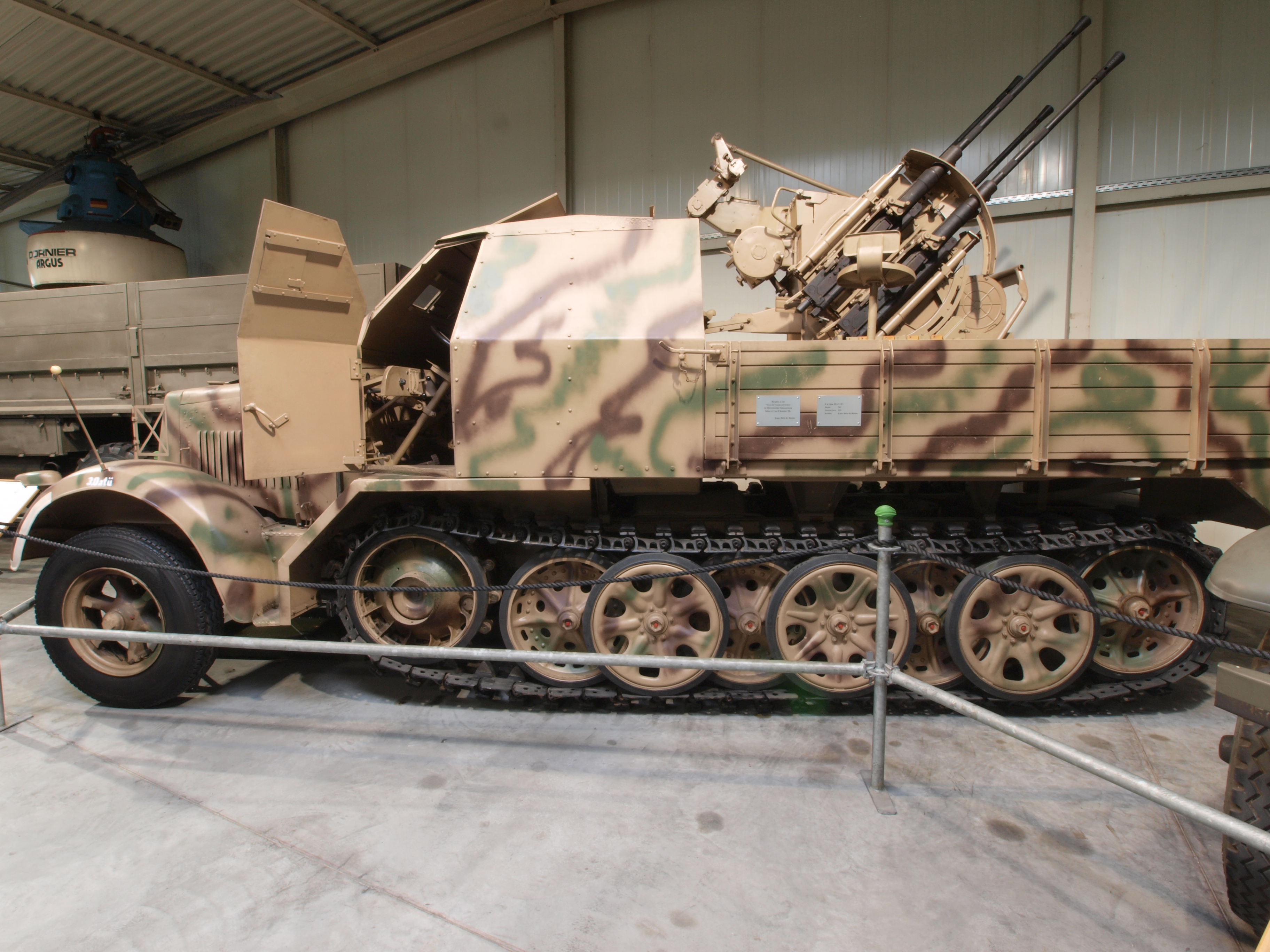
Sd.Kfz. 7/1 in der Wehrtechnischen Studiensammlung Koblenz

Das Sd.Kfz. 7 war vor dem Zweiten Weltkrieg in der Zeit der deutschen Wiederbewaffnung als Artilleriezugmaschine für die schwereren deutschen Geschütze, wie die 8,8-cm-Flak und die 15-cm-schwere Feldhaubitze 18, entwickelt worden. 
Die Bestandslisten des Waffenamtes zeigten schon ab 1938 1.421 Fahrzeuge dieses Typs bei der Wehrmacht. Die Fahrzeuge wurden entsprechend der Zweckbestimmung an Heer und Luftwaffe geliefert. Mit Kriegsbeginn verfügte die Wehrmacht über 2.456 dieser relativ großen Halbkettenzugmaschinen, davon waren alleine 950 Stück, in erster Linie als Zugfahrzeug für die 8,8-cm-Flak, bei den Luftwaffenverbänden. Mit den nun mehr und mehr benötigten Instandsetzungseinheiten der Panzerverbände entstand schon frühzeitig nach der Einführung des Fahrzeugs ein weiterer Bereich, in dem die 8-ton Zugmaschine zum Einsatz kam. Durch das Ende der Fertigung des Sd.Kfz. 6 1943 wurde die etwas größere Halbkettenzugmaschine Sd.Kfz. 7 auch zu einem wichtigen Fahrzeug für die Pioniertruppe und findet sich vermehrt in deren Kriegsstärke-Nachweisen, welche die Soll-Ausstattung eines Einheitstyps zeigt, bei verschiedenen Brückenkolonnen und sonstigen Pionier-Kompanien.
Während des Krieges führten die Verluste an Gerät und die zunehmende Zahl der Kampfverbände, mit einem ständig steigenden Bedarf, immer schwerer werdende Geschütze zu bewegen dazu, dass durchgängig weniger Fahrzeuge zur Auslieferung kamen, als von der Wehrmacht gefordert wurde.
Schon während der Kämpfe in Nordafrika erbeuteten die Alliierten einige Fahrzeuge und setzten diese ein. Dies geschah im weiteren Verlauf des Krieges häufiger, da immer mehr Fahrzeuge von den Alliierten erbeutet wurden. Auch sind verschiedene Verwendungen noch funktionstüchtiger Fahrzeuge nach dem Zweiten Weltkrieg bekannt. Dies und die relativ hohe Produktionszahl führte dazu, dass heute noch eine Reihe der Fahrzeuge bei Sammlern und in Museen vorhanden sind.

## Varianten
- Sd.Kfz. 7/0 − Mittlerer Zugkraftwagen 8 t
- Sd.Kfz. 7/1 − Selbstfahrlafette 2-cm-Flakvierling 38 auf Fahrgestell Zugkraftwagen 8 t
- Sd.Kfz. 7/2 − Selbstfahrlafette 3,7-cm-Flak 36 auf Fahrgestell Zugkraftwagen 8 t
- Sd.Kfz. 7/3 – Feuerleitpanzerfahrzeug für Raketen A4 (Startkontrollwagen)
- Sd.Kfz. 7/6 − Flugabwehrmesswagen / Flak-Messtrupp-Kraftwagen
- Sd.Kfz. 7 mit gepanzertem Aufbau für 8,8-cm-Bunkerflak 18 (Kleinserie)
- Sd.Kfz. 7 mit 5-cm-Flak 41 (Sf) (Prototyp)

## Lizenz- und Nachbauten

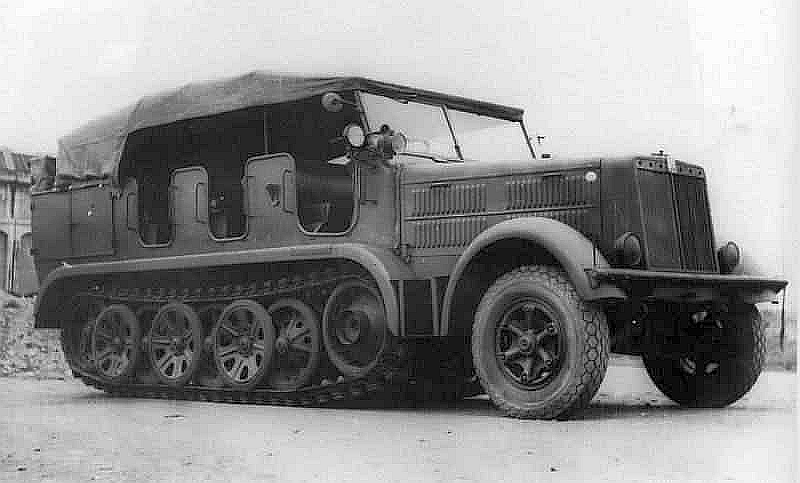
Breda Tipo 61

Die italienische Firma Breda baute von 1943 bis 1944 insgesamt 235 Stück des Typs Breda 61, einer Variante des Sd.Kfz. 7 mit anderem Motor.
Ein weiterer Nachbau entstand 1944 bei der Firma Bedford in Großbritannien, wobei dieses Modell von zwei Motoren des Dreitonner-LKW Bedford OY angetrieben wurde. Die Fahrzeuge, die den Namen Bedford Traclat erhielten, wurden allerdings erst 1945 fertig und wurden 1946 ausgiebig getestet. Auch hier verzichtete man angesichts des mittlerweile eingetretenen Kriegsendes auf eine Serienfertigung, es blieb bei Prototypen. Es sei aber erwähnt, dass die Engländer im September 1945 (also nach Kriegsende) sich bei Krauss-Maffei in München weitere 30 Stück der Halbkettenzugmaschine Sd.Kfz. 7 nachbauen ließen.